# Euclidia derufata
Euclidia derufata är en fjärilsart som beskrevs av Warren. Euclidia derufata ingår i släktet Euclidia och familjen nattflyn. Inga underarter finns listade i Catalogue of Life.